# Herrschaft Pförten

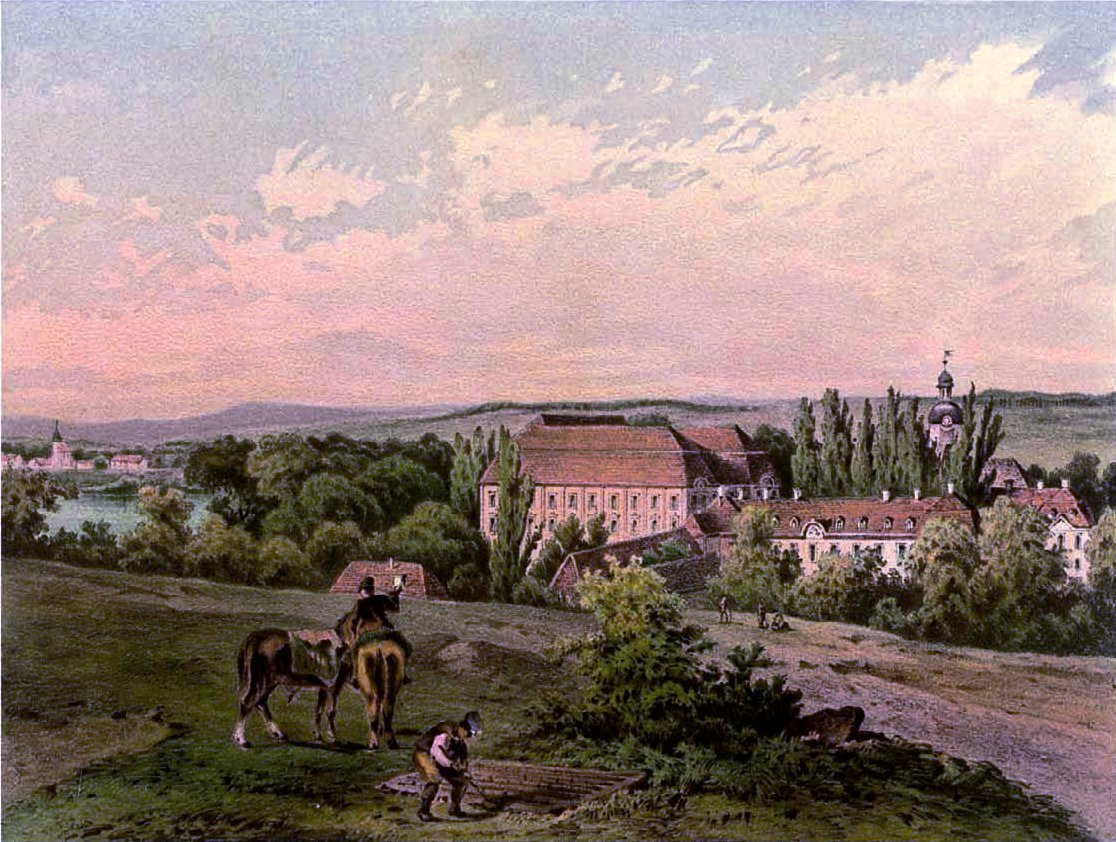
Schloss Pförten um 1862/63 nach Alexander Duncker Sammlung

Die Herrschaft Pförten war eine Standesherrschaft in der Niederlausitz beiderseits der Lausitzer Neiße um die Stadt Pförten. Sie bestand vom 13. Jahrhundert bis 1945 und wurde die meiste Zeit gemeinsam mit der Herrschaft Forst regiert. Das Gebiet liegt heute in der Woiwodschaft Lebus in Polen und im Land Brandenburg.

## Geschichte
1398 wurde Pförten erstmals erwähnt. 1454 wurde das Städtchen und die Herrschaft von König Ladislav I. von Böhmen an die Familie von Bieberstein gegeben, die bereits im Besitz der Herrschaft Forst waren. Diese waren freie Standesherrschaften, die relativ unabhängig von der böhmischen Krone regiert werden konnten.
1635 kamen sie unter sächsische Landesherrschaft und wurden in den Gubenischen Kreis eingegliedert. 1667 erhielt Graf Ulrich Hipparchos von Promnitz die Herrschaft Pförten. Seit dieser Zeit war sie getrennt von der Herrschaft Forst. 1740 kaufte Heinrich Graf von Brühl, der wichtigste Minister in Kursachsen, die Herrschaft und vereinigte sie 1746 wieder mit der Herrschaft Forst.
1815 kam die Herrschaft Forst-Pförten mit der Niederlausitz zum Königreich Preußen und wurde 1816 in die neuen Kreise Sorau und Guben eingegliedert. Sie bestand aber als Herrschaft im Besitz der Familie von Brühl weiter bis 1945. Die Herrschaften Pförten und Forst wurden 1945 durch die Bodenreform in der Sowjetischen Besatzungszone sowie die Vertreibung aus den Gebieten östlich der Oder-Neiße-Linie enteignet.

## Gebiet
Im 10. August 1688:
Bernsdorff, Bomsdorff, Chemnitz, Datten, Granaw, Gros Drebitz, Groß Brehsen, Helmsdorff, Jehser, Jeßnitz, Kalcke, Kohlo, Leuthen, Mercke, Oßig, Reißen, Zauchel, Zeltz.
Zur Herrschaft Pförten gehörten im 18. Jahrhundert
- Stadt Pförten

die Amtsdörfer
- Berge
- Hohen Jeser  (Hohen Jehser)
- Nieder Jeser (Nieder Jehser)
- Leipe (Leippe)
- Nablath
- Thurno (Turno)

sowie weitere 22 Dörfer
- Bernsdorf
- Bomsdorf
- Groß Breesen (Groß Bresen)
- Krayne (Crayn)
- Datten
- Groß Drewitz
- Grano
- Helmsdorf
- Kemnitz (Kämnitz)
- Kalke (Kalcke)
- Kanig
- Krocho
- Leuthen
- Lübbinchen (Liebinchen)
- Merke (Mercke)
- Ossig
- Raschen
- Sebejauche
- Tauchel
- Zauchel
- Zelz (Zeltz)

## Herren von Pförten
Selbstständige Herrschaft 1667-1746
- 1667–1695  Ulrich Hipparchos von Promnitz
- 1695–1726 Anselm von Promnitz
- 1726–1729 Christian Heinrich von Watzdorf
- 1729–1740 Friedrich Karl von Watzdorf
- 1740–1746 Heinrich Graf von Brühl

Herrschaft Pförten bis 1856
- Alois (Aloys) Graf von Brühl (1739–1793), Freier Standesherr, auch Herr auf Rothenburg und Gangloffsömmern[4]
- Friedrich August Albert Graf von Brühl (1791–1856), Freier Standesherr, Mitglied des Preußischen Herrenhauses

Familienfideikommiss Pförten und Forst
- Maria Friedrich-Stephan Graf von Brühl (1819–1893), Freier Standesherr, Fideikommissherr auf Forst[5]
- Maria Friedrich-Franz Johannes Moritz Graf von Brühl (1848–1911), Freier Standesherr, Fideikommissherr auf Forst und Pförten[6]
- Maria Friedrich-Joseph Graf von Brühl (1875–1949), Freier Standesherr auf Forst und Pförten Niederlausitz und weiteren Gütern im Krs. Guben.[7]
- Maria Friedrich-August Franziskus Hubertus Benedikt Johannes von Nep. Graf von Brühl (1913–1981), formell als Erbe Freier Standesherr auf Forst und Pförten, zuletzt Oberstleutnant der Bundeswehr